# Alvin Greenman
Alvin Greenman (* 18. Januar 1930 in New York City, New York; † 14. Juli 2016 in Simi Valley, Kalifornien) war ein Filmschauspieler.

## Leben
Alvin Greenman wurde 1930 in New York City im US-Bundesstaat New York geboren. Seine Eltern waren George Greenman un Blanche Zimmerman Greenman.
1947 hatte Greenman bei dem Film Das Wunder von Manhattan erstmals eine Rolle inne. 1955 erhielt er in der Fernsehserie Four Star Playhouse erstmals eine wiederkehrende Rolle. In späteren Jahren wurden sein Rollen nicht mehr im Abspann genannt und er war als Dialogcoach tätig. Außerdem arbeitete er im Continuity-Bereich für Drehbücher für Film und Fernsehen.
Als einziger Darsteller des Filmes von 1947 hat er auch im Remake Das Wunder von Manhattan von 1994 eine kleine Rolle inne.

## Filmografie
- 1947: Das Wunder von Manhattan (Miracle on 34th Street)
- 1949: Mr. Belvedere kann alles besser (Mr. Belvedere Goes to College)
- 1952: Nur dies eine Mal (Just This Once)
- 1952: Down Among the Sheltering Palms
- 1952: Wir sind gar nicht verheiratet (We’re Not Married!)
- 1952: Korea (One Minute to Zero)
- 1953: Panik in New York (The Beast from 20,000 Fathoms)
- 1954: Damals in Paris (The Last Time I Saw Paris)
- 1955: In Frisco vor Anker (Hit the Deck)
- 1955: Die Verlorenen (The Cobweb)
- 1955: Four Star Playhouse (Fernsehserie, 2 Folgen)
- 1956: Chevron Hall of Stars (Fernsehserie, eine Folge)
- 1956: Auch Helden können weinen (The Proud and Profane)
- 1957: Navy Log (Fernsehserie, Folge 2x17)
- 1957: Mr. Adams and Eve (Fernsehserie, Folge 1x15)
- 1960: Dante (Fernsehserie, Folge 1x07)
- 1979: Ein Rabbi im Wilden Westen (The Frisco Kid)
- 1994: Das Wunder von Manhattan (Miracle on 34th Street)
- 1994: Küß’ mich, John (Hearts Afire, Fernsehserie, 2 Folgen)